# Raika Fujii
Raika Fujii (jap. 藤井 来夏, Fujii Raika; * 5. Juli 1974 in Kyōto) ist eine ehemalige japanische Synchronschwimmerin.

## Erfolge
Raika Fujii sicherte sich 1994 als Teil der japanischen Mannschaft bei den Weltmeisterschaften in Rom die Bronzemedaille. Mit 183,215 Punkten blieben sie ebenso hinter den mit 185,883 Punkten erstplatzierten US-Amerikanerinnen zurück wie hinter den mit 183,263 Punkten zweitplatzierten Kanadierinnen. Im Soloprogramm schied sie mit 83,245 Punkten in der Qualifikation auf Platz 39 vorzeitig aus. Zwei Jahre darauf gab sie in Atlanta ihr olympisches Debüt und schloss den Mannschaftswettkampf zusammen mit Miho Takeda, Miya Tachibana, Akiko Kawase, Rei Jimbo, Miho Kawabe, Junko Tanaka, Riho Nakajima und Kaori Takahashi mit einer Gesamtwertung von 97,753 Punkten auf dem dritten Platz ab, womit die Japanerinnen hinter den Mannschaften der Vereinigten Staaten, die mit 99,720 Punkten Olympiasieger wurden, und Kanadas, die mit 98,367 Punkten Silber erhielten, eine weitere Bronzemedaille gewannen. Kawase, Jimbo, Tachibana, Takeda und Takahashi hatten ebenso wie Fujii bereits 1994 zum japanischen Kader gehört.
Bei den Weltmeisterschaften 1998 in Perth unterlagen die Japanerinnen in der Mannschaftskonkurrenz der russischen Mannschaft, die auf 99,667 Punkte kam, während die Japanerinnen 98,267 Punkte erreichten. Platz drei ging an die Mannschaft aus den Vereinigten Staaten mit 97,133 Punkten. Bei den Olympischen Spielen 2000 in Sydney trat Fujii erneut in der Mannschaftskonkurrenz an. Mit der japanischen Mannschaft, zu der neben Fujii noch Miho Takeda, Miya Tachibana, Ayano Egami, Juri Tatsumi, Yōko Isoda, Rei Jimbo, Yōko Yoneda und Yūko Yoneda gehörten, schloss sie den Mannschaftswettkampf mit 98,860 Punkten auf dem zweiten Platz ab. Die Japanerinnen mussten sich lediglich erneut der russischen Mannschaft mit 99,146 Punkten geschlagen geben, die damit erstmals Olympiasieger wurden, und gewannen vor den drittplatzierten Kanadierinnen mit 97,357 Punkten die Silbermedaille.
Die Spiele waren Fujiis letzter internationaler Wettkampf. Sie ging während ihrer Laufbahn für die Ritsumeikan-Universität an den Start, wo sie auch studierte.